# Jabłonna (powiat leszczyński)
Jabłonna – wieś w Polsce położona w województwie wielkopolskim, w powiecie leszczyńskim, w gminie Rydzyna.
Początkowo miejscowość leżała w granicach Śląska. Po I wojnie światowej weszła w skład województwa poznańskiego II Rzeczypospolitej. W 1921 roku stacjonowała tu placówka 17 batalionu celnego. W latach 1975–1998 miejscowość należała administracyjnie do województwa leszczyńskiego.

## Zabytki
Wykaz zabytków nieruchomych wpisanych do rejestru zabytków (księga A) - stan na 30 czerwca 2025:
- kościół św. Mikołaja w Jabłonnie, filialny (dec. św. Marcina), 1670, nr rej.: 376/Wlkp/A z 21.03.1970
- zespół pałacowy i folwarczny, nr rej.: 762/Wlkp/A  z 24.09.2009 : 
  - pałac. Piętrowy  pałac wybudowany w 1901, kryty dachem czterospadowym. Po prawej stronie dobudówka skierowana szczytem do frontu. Nad oknami pierwszego piętra kartusz z herbem von Lösch i z szarfą z napisem Anno 1901, mówiącym o dacie budowy[4]. W okresie międzywojennym w miejscowości stacjonowała placówka Straży Granicznej I linii „Jabłonna”[5].
  - spichrz, ob. magazyn, poł. XIX w.
  - stajnia i chlewnia, 1895
  - stajnia z częścią mieszkalną, 1900
  - obora, 4 ćw. XIX w.
  - partie ogrodzenia z 3 bramami wjazdowymi,  pocz. XX w.
  - park , XIX/XX w., nr rej.: 239/Wlkp/A z 14.10.1948 i z 30.07.2008[6]

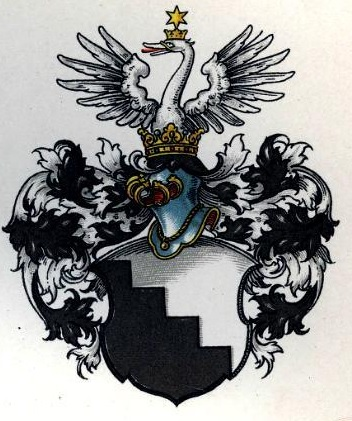
Herb rodziny von Lösch
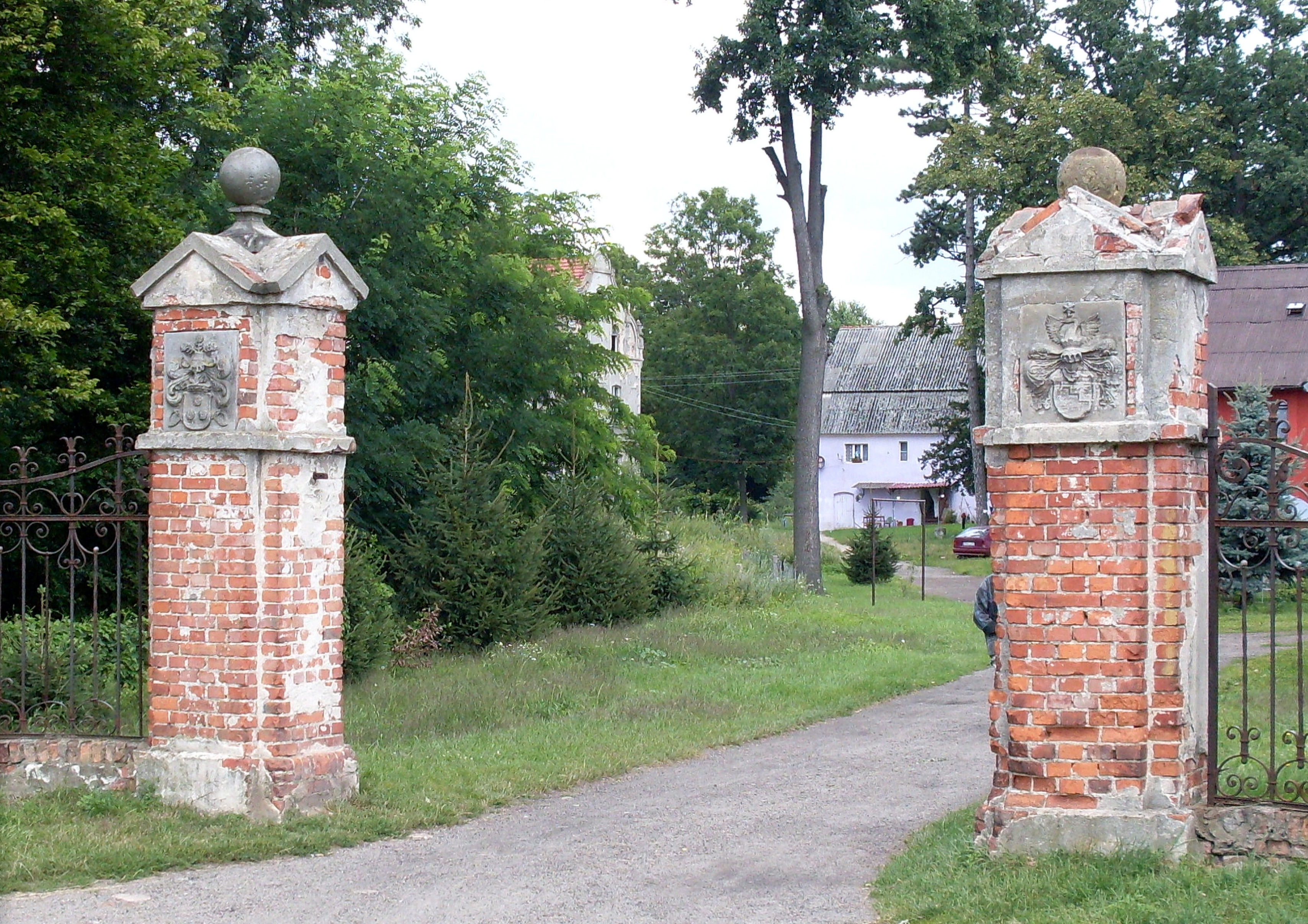
Brama z herbami: Lösch (P)